# Ravno Pole
Ravno Pole (Bulgaars: Равно поле) is een dorp in de Bulgaarse gemeente Elin Pelin, oblast Sofia. De afstand naar Sofia is (hemelsbreed) 16 km. 

## Bevolking
Op 31 december 2019 telde het dorp 1.371 inwoners, een daling vergeleken met het maximum van 2.248 personen in 1975.
|  |

| Etnische samenstelling van de respondenten (2011) | Etnische samenstelling van de respondenten (2011) | Etnische samenstelling van de respondenten (2011) | Etnische samenstelling van de respondenten (2011) | Etnische samenstelling van de respondenten (2011) |
| ------------------------------------------------- | ------------------------------------------------- | ------------------------------------------------- | ------------------------------------------------- | ------------------------------------------------- |
|                                                   |                                                   |                                                   |                                                   |                                                   |
| Bulgaren                                          | Bulgaren                                          |                                                   | 98,5%                                             | 98,5%                                             |
| Turken                                            | Turken                                            |                                                   | 0,5%                                              | 0,5%                                              |
| Roma                                              | Roma                                              |                                                   | 0,6%                                              | 0,6%                                              |
| Anders/Onbekend                                   | Anders/Onbekend                                   |                                                   | 0,4%                                              | 0,4%                                              |